# Прапор Ворзеля
Прапор Ворзеля — офіційний символ селища міського типу Ворзель Бучанського району Київської Області, затверджений рішенням сесії селищної ради від 19 листопада 2003 року.

## Опис
Являє собою прямокутне полотнище із співвідношеням сторін 2:3 поділене на зелену, білу і зелену вертикальні смуги у співвідношенні 1:2:1. У центрі білої смуги ― герб Ворзеля (тільки щит, без вінка).